# Stig Jaatinen
Stig Tyrgil Hjalmarsson Jaatinen, född 23 december 1918 i Viborg, död 28 mars 1999 i Helsingfors, var en finlandssvensk geograf.
Jaatinen blev filosofie doktor 1950. Han var 1953–1967 docent och 1968–1981 svenskspråkig professor i geografi vid Helsingfors universitet, där han även tidigare som vikarie handhaft samma professur. Han var 1959–1963 biträdande professor och 1963–1968 professor i ekonomisk geografi vid Helsingfors handelshögskola.
Han bedrev forskning främst i skärgårdens och glesbygdens kulturgeografi, ofta ur ett historiskt och ekologiskt perspektiv. 

## Utmärkelser
- Kommendörstecknet av Finlands Lejons orden,  1979[4]

[Redigera Wikidata]